# Des étoiles plein les yeux
Pour plus de détails, voir Fiche technique et Distribution.
Des étoiles plein les yeux ou La fille du Président au Québec (First Daughter), est un film américain réalisé par Forest Whitaker sorti en 2004.

## Synopsis
Samantha Mackenzie est la fille du président des États-Unis. Elle a vécu une enfance heureuse mais ne rêve que d'une chose : vivre comme toutes les jeunes femmes de son âge. C'est ainsi qu'elle entre à l'université où elle sympathise avec Mia, sa compagne de chambre et où elle rencontre le beau James (Marc Blucas), qui ne la laisse pas indifférente. Mais elle découvre bientôt, à son grand désespoir que James, loin d'être le simple étudiant pour qui elle le prenait, il est en fait un agent secret chargé de sa sécurité personnelle...

## Fiche technique
- Titre français : Des étoiles plein les yeux
- Titre original : First Daughter
- Titre québécois : La Fille du Président
- Réalisation : Forest Whitaker
- Scénario : Jessica Bendinger et Kate Kondell
- Musique : Michael Kamen et Blake Neely
- Photographie : Toyomichi Kurita
- Montage : Richard Chew
- Production : John Davis, Wyck Godfrey & Mike Karz
- Sociétés de production : Regency Enterprises, New Regency Pictures, Davis Entertainment, Spirit Dance Entertainment & Epsilon Motion Pictures
- Société de distribution : 20th Century Fox
- Pays :  États-Unis
- Langue : Anglais
- Format : Couleur - Dolby Digital - DTS - 35 mm - 1.85:1
- Genre : Comédie, Romance
- Durée : 104 min
- Dates de sortie :
  - États-Unis : 24 septembre 2004
  - France : 20 avril 2005

## Distribution
- Katie Holmes (VF : Caroline Victoria) : Samantha Mackenzie
- Marc Blucas (VF : Adrien Antoine) : James Lansome
- Amerie : Mia Thompson
- Michael Keaton (VF : Jérôme Keen) : Le président des États-Unis Mackenzie
- Margaret Colin : Melanie Mackenzie
- Lela Rochon (VF : Yumi Fujimori) : Liz Pappas
- Michael Milhoan : l'agent Bock
- Dwayne Adway : l'agent Dylan
- Damon Whitaker : Charles
- Forest Whitaker (VF : Daniel Lobé) : le narrateur (voix)

## Anecdote
- Ce fut la dernière composition musicale de Michael Kamen décédé brutalement quelques mois plus tôt d'une crise cardiaque. Le film lui est dédié.